# Akademické mistrovství světa v orientačním běhu 2022
22. Akademické mistrovství světa v orientačním běhu proběhlo ve Švýcarsku ve dnech 17. až 21. srpna 2022. Centrum závodů bylo v Magglingenu.

## Účastníci
Závodů se zúčastnilo celkem 226 závodníků (119 mužů a 107 žen) z 28 zemí.
- Austrálie (6+6)
- Belgie (5+2)
- Brazílie (2+2)
- Bulharsko (4+3)
- Česko (5+5)
- Dánsko (3+4)
- Finsko (6+6)
- Francie (6+6)
- Hongkong (4+4)
- Irsko (1+2)
- Izrael (1+0)
- Itálie (2+2)
- Japonsko (6+6)
- Kanada (1+0)
- Maďarsko (6+4)
- Nepál (1+1)
- Německo (5+4)
- Norsko (6+6)
- Nový Zéland (6+3)
- Polsko (4+4)
- Rakousko (4+4)
- Slovensko (4+3)
- Spojené království (6+6)
- Spojené státy americké (5+6)
- Španělsko (4+4)
- Švédsko (6+6)
- Švýcarsko (6+6)
- Ukrajina (4+2)

## Program závodů
Program mistrovství světa:
| Den       | Závod             | Centrum závodu |
| --------- | ----------------- | -------------- |
| 16. srpen | modelový závod    |                |
| 17. srpen | sprint            | Biel/Bienne    |
| 18. srpen | klasická trať     | Gondiswil      |
| 19. srpen | sprintové štafety | Langenthal     |
| 20. srpen | krátká trať       | Corcelles BE   |
| 21. srpen | štafety           | Gondiswil      |

## Závod ve sprintu (Sprint)
| Zkrácené výsledky                                           | Zkrácené výsledky                                           | Zkrácené výsledky                                           | Zkrácené výsledky                                           | Zkrácené výsledky                                          | Zkrácené výsledky                                          | Zkrácené výsledky                                          | Zkrácené výsledky                                          |
| Muži                                                        | Muži                                                        | Muži                                                        | Muži                                                        | Ženy                                                       | Ženy                                                       | Ženy                                                       | Ženy                                                       |
| ----------------------------------------------------------- | ----------------------------------------------------------- | ----------------------------------------------------------- | ----------------------------------------------------------- | ---------------------------------------------------------- | ---------------------------------------------------------- | ---------------------------------------------------------- | ---------------------------------------------------------- |
| - Traťové parametry: 3,4 km, 90 závodníků - Mapa: 1 : 4 000 | - Traťové parametry: 3,4 km, 90 závodníků - Mapa: 1 : 4 000 | - Traťové parametry: 3,4 km, 90 závodníků - Mapa: 1 : 4 000 | - Traťové parametry: 3,4 km, 90 závodníků - Mapa: 1 : 4 000 | - Traťové parametry: 3,0 km, 84 závodnic - Mapa: 1 : 4 000 | - Traťové parametry: 3,0 km, 84 závodnic - Mapa: 1 : 4 000 | - Traťové parametry: 3,0 km, 84 závodnic - Mapa: 1 : 4 000 | - Traťové parametry: 3,0 km, 84 závodnic - Mapa: 1 : 4 000 |
| Umístění                                                    | Jméno                                                       | Čas                                                         | Ztráta                                                      | Umístění                                                   | Jméno                                                      | Čas                                                        | Ztráta                                                     |
| Zlatá medaile                                               | Jonatan Gustafsson                                          | 11:30                                                       |                                                             | Zlatá medaile                                              | Eline Gemperle                                             | 11:47                                                      |                                                            |
| Stříbrná medaile                                            | Timo Suter                                                  | 11:38                                                       | +0:08                                                       | Stříbrná medaile                                           | Inka Nurminen                                              | 12:06                                                      | +0:19                                                      |
| Bronzová medaile                                            | Colin Kolbe                                                 | 11:53                                                       | +0:23                                                       | Bronzová medaile                                           | Cecile Calandry                                            | 12:09                                                      | +0:22                                                      |
| 4                                                           | Alvaro Casado                                               | 11:54                                                       | +0:24                                                       | 4                                                          | Deborah Stadler                                            | 12:16                                                      | +0:29                                                      |
| 5                                                           | Aston Key                                                   | 11:56                                                       | +0:26                                                       | 4                                                          | Katrin Mueller                                             | 12:16                                                      | +0:29                                                      |
| 6                                                           | Pascal Buchs                                                | 12:01                                                       | +0:31                                                       | 6                                                          | Maelle Beauvir                                             | 12:19                                                      | +0:32                                                      |
| 7                                                           | Ulrik Astrup Arnesen                                        | 12:03                                                       | +0:33                                                       | 7                                                          | Alva Sonesson                                              | 12:21                                                      | +0:34                                                      |
| 8                                                           | Tino Polsini                                                | 12:08                                                       | +0:38                                                       | 8                                                          | Emma Louise Arnesen                                        | 12:23                                                      | +0:36                                                      |
| 8                                                           | Jorgen Baklid                                               | 12:08                                                       | +0:38                                                       | 9                                                          | Elisa Mattila                                              | 12:24                                                      | +0:37                                                      |
| Kompletní výsledky na IOF Eventor                           |                                                             |                                                             |                                                             |                                                            |                                                            |                                                            |                                                            |

## Závod na klasické trati (Long)
| Zkrácené výsledky                                             | Zkrácené výsledky                                             | Zkrácené výsledky                                             | Zkrácené výsledky                                             | Zkrácené výsledky                                            | Zkrácené výsledky                                            | Zkrácené výsledky                                            | Zkrácené výsledky                                            |
| Muži                                                          | Muži                                                          | Muži                                                          | Muži                                                          | Ženy                                                         | Ženy                                                         | Ženy                                                         | Ženy                                                         |
| ------------------------------------------------------------- | ------------------------------------------------------------- | ------------------------------------------------------------- | ------------------------------------------------------------- | ------------------------------------------------------------ | ------------------------------------------------------------ | ------------------------------------------------------------ | ------------------------------------------------------------ |
| - Traťové parametry: 14,0 km, 85 závodníků - Mapa: 1 : 15 000 | - Traťové parametry: 14,0 km, 85 závodníků - Mapa: 1 : 15 000 | - Traťové parametry: 14,0 km, 85 závodníků - Mapa: 1 : 15 000 | - Traťové parametry: 14,0 km, 85 závodníků - Mapa: 1 : 15 000 | - Traťové parametry: 10,8 km, 80 závodnic - Mapa: 1 : 15 000 | - Traťové parametry: 10,8 km, 80 závodnic - Mapa: 1 : 15 000 | - Traťové parametry: 10,8 km, 80 závodnic - Mapa: 1 : 15 000 | - Traťové parametry: 10,8 km, 80 závodnic - Mapa: 1 : 15 000 |
| Umístění                                                      | Jméno                                                         | Čas                                                           | Ztráta                                                        | Umístění                                                     | Jméno                                                        | Čas                                                          | Ztráta                                                       |
| Zlatá medaile                                                 | Fabian Aebersold                                              | 1:18:43                                                       |                                                               | Zlatá medaile                                                | Katrin Müller                                                | 1:13:01                                                      |                                                              |
| Stříbrná medaile                                              | Simon Imark                                                   | 1:19:14                                                       | +0:31                                                         | Stříbrná medaile                                             | Ida Haapala                                                  | 1:16:47                                                      | +3:46                                                        |
| Bronzová medaile                                              | Mathieu Yves Perrin                                           | 1:19:31                                                       | +0:48                                                         | Bronzová medaile                                             | Anu Tuomisto                                                 | 1:17:27                                                      | +4:26                                                        |
| 4                                                             | Daniel Vandas                                                 | 1:21:17                                                       | +2:34                                                         | 4                                                            | Annika Gautschi Simonsen                                     | 1:17:30                                                      | +4:29                                                        |
| 5                                                             | Jonas Soldini                                                 | 1:22:00                                                       | +3:17                                                         | 5                                                            | Florence Hanauer                                             | 1:18:16                                                      | +5:15                                                        |
| 6                                                             | Viktor Svensk                                                 | 1:22:23                                                       | +3:40                                                         | 6                                                            | Klara Axelsson                                               | 1:18:44                                                      | +5:43                                                        |
| 7                                                             | Aaro Aho                                                      | 1:22:39                                                       | +3:56                                                         | 7                                                            | Vilma von Krusenstierna                                      | 1:19:14                                                      | +6:13                                                        |
| 8                                                             | Topi Syrjäläinen                                              | 1:23:04                                                       | +4:21                                                         | 8                                                            | Jasmina Gassner                                              | 1:19:42                                                      | +6:41                                                        |

## Závod sprintových štafet (Sprint Relay)
| - Traťové parametry: 4 úseky, 23 štafet - Mapa: 1 : 4 000 |                                                                                                |       |        |
| Umístění                                                  | Tým a závodníci                                                                                | Čas   | Ztráta |
| Zlatá medaile                                             | Švýcarsko (Deborah Stadler, Timo Suter, Tino Polsini, Eline Gemperle)                          | 50:39 |        |
| Stříbrná medaile                                          | Švédsko (Vilma von Krusenstierna, Jonatan Gustafsson, August Möllen, Tilda Östberg)            | 51:22 | +0:43  |
| Bronzová medaile                                          | Finsko (Elisa Mattila, Teemu Oksanen, Tuomas Heikkila, Inka Nurminen)                          | 51:34 | +0:55  |
| 4                                                         | Španělsko (Nerea González Peña, Pablo Ferrando Galán, Álvaro Casado Gómez, Ana Toledo Navarro) | 53:06 | +2:27  |
| 5                                                         | Velká Británie (Fiona Bunn, Edmund Grierson, Peter Molloy, Cecilie Andersen)                   | 53:14 | +2:35  |
| 6                                                         | Česko (Tereza Cechova, Vojtěch Sýkora, Martin Roudny, Jana Peterova)                           | 54:05 | +3:26  |
| 7                                                         | Norsko (Jenny Baklid, Ulrik Arnesen, Jørgen Baklid, Emma Arnesen)                              | 54:37 | +3:58  |
| 8                                                         | Itálie (Caterina Dallara, Francesco Mariani, Mattia Scopel, Anna Pradel)                       | 55:27 | +4:48  |

## Závod na krátké trati (Middle)
| Zkrácené výsledky                                            | Zkrácené výsledky                                            | Zkrácené výsledky                                            | Zkrácené výsledky                                            | Zkrácené výsledky                                           | Zkrácené výsledky                                           | Zkrácené výsledky                                           | Zkrácené výsledky                                           |
| Muži                                                         | Muži                                                         | Muži                                                         | Muži                                                         | Ženy                                                        | Ženy                                                        | Ženy                                                        | Ženy                                                        |
| ------------------------------------------------------------ | ------------------------------------------------------------ | ------------------------------------------------------------ | ------------------------------------------------------------ | ----------------------------------------------------------- | ----------------------------------------------------------- | ----------------------------------------------------------- | ----------------------------------------------------------- |
| - Traťové parametry: 4,8 km, 87 závodníků - Mapa: 1 : 10 000 | - Traťové parametry: 4,8 km, 87 závodníků - Mapa: 1 : 10 000 | - Traťové parametry: 4,8 km, 87 závodníků - Mapa: 1 : 10 000 | - Traťové parametry: 4,8 km, 87 závodníků - Mapa: 1 : 10 000 | - Traťové parametry: 3,7 km, 85 závodnic - Mapa: 1 : 10 000 | - Traťové parametry: 3,7 km, 85 závodnic - Mapa: 1 : 10 000 | - Traťové parametry: 3,7 km, 85 závodnic - Mapa: 1 : 10 000 | - Traťové parametry: 3,7 km, 85 závodnic - Mapa: 1 : 10 000 |
| Umístění                                                     | Jméno                                                        | Čas                                                          | Ztráta                                                       | Umístění                                                    | Jméno                                                       | Čas                                                         | Ztráta                                                      |
| Zlatá medaile                                                | Viktor Svensk                                                | 32:10                                                        |                                                              | Zlatá medaile                                               | Ida Haapala                                                 | 31:09                                                       |                                                             |
| Stříbrná medaile                                             | Simon Imark                                                  | 32:25                                                        | +0:15                                                        | Stříbrná medaile                                            | Katrin Müller                                               | 31:12                                                       | +0:03                                                       |
| Bronzová medaile                                             | Mathieu Yves Perrin                                          | 33:14                                                        | +1:04                                                        | Bronzová medaile                                            | Elisa Mattila                                               | 31:43                                                       | +0:34                                                       |
| 4                                                            | Aston Key                                                    | 33:17                                                        | +1:07                                                        | 4                                                           | Sofie Bachmann                                              | 32:44                                                       | +1:35                                                       |
| 5                                                            | Topi Syrjäläinen                                             | 33:43                                                        | +1:33                                                        | 5                                                           | Florence Hanauer                                            | 32:46                                                       | +1:37                                                       |
| 6                                                            | Jørgen Baklid                                                | 34:01                                                        | +1:51                                                        | 6                                                           | Eliane Deininger                                            | 32:50                                                       | +1:41                                                       |
| 7                                                            | Simon Hector                                                 | 34:07                                                        | +1:57                                                        | 7                                                           | Cécile Calandry                                             | 32:51                                                       | +1:42                                                       |
| 8                                                            | Jonas Soldini                                                | 34:16                                                        | +2:06                                                        | 8                                                           | Tereza Smelikova                                            | 33:03                                                       | +1:54                                                       |

## Závod štafet (Relay)
| Zkrácené výsledky                                          | Zkrácené výsledky                                               | Zkrácené výsledky                                          | Zkrácené výsledky                                          | Zkrácené výsledky                                          | Zkrácené výsledky                                                   | Zkrácené výsledky                                          | Zkrácené výsledky                                          |
| Muži                                                       | Muži                                                            | Muži                                                       | Muži                                                       | Ženy                                                       | Ženy                                                                | Ženy                                                       | Ženy                                                       |
| ---------------------------------------------------------- | --------------------------------------------------------------- | ---------------------------------------------------------- | ---------------------------------------------------------- | ---------------------------------------------------------- | ------------------------------------------------------------------- | ---------------------------------------------------------- | ---------------------------------------------------------- |
| - Traťové parametry: 3 úseky, 22 štafet - Mapa: 1 : 15 000 | - Traťové parametry: 3 úseky, 22 štafet - Mapa: 1 : 15 000      | - Traťové parametry: 3 úseky, 22 štafet - Mapa: 1 : 15 000 | - Traťové parametry: 3 úseky, 22 štafet - Mapa: 1 : 15 000 | - Traťové parametry: 3 úseky, 20 štafet - Mapa: 1 : 15 000 | - Traťové parametry: 3 úseky, 20 štafet - Mapa: 1 : 15 000          | - Traťové parametry: 3 úseky, 20 štafet - Mapa: 1 : 15 000 | - Traťové parametry: 3 úseky, 20 štafet - Mapa: 1 : 15 000 |
| Umístění                                                   | Tým a závodníci                                                 | Čas                                                        | Ztráta                                                     | Umístění                                                   | Tým a závodnice                                                     | Čas                                                        | Ztráta                                                     |
| Zlatá medaile                                              | Švédsko 1 (Simon Hector, Simon Imark, Viktor Svensk)            | 1:59:50                                                    |                                                            | Zlatá medaile                                              | Francie 1 (Maelle Beauvir, Florence Hanauer, Cécile Calandry)       | 1:55:12                                                    |                                                            |
| Stříbrná medaile                                           | Švýcarsko 1 (Pascal Buchs, Timo Suter, Fabian Aebersold)        | 2:01:03                                                    | +1:13                                                      | Stříbrná medaile                                           | Švýcarsko 1 (Eliane Deininger, Sofie Bachmann, Katrin Müller)       | 1:55:18                                                    | +0:06                                                      |
| Bronzová medaile                                           | Finsko 1 (Teemu Oksanen, Aaro Aho, Topi Syrjäläinen)            | 2:01:31                                                    | +1:41                                                      | Bronzová medaile                                           | Švédsko 1 (Vilma von Krusenstierna, Klara Axelsson, Frida Vikström) | 1:55:23                                                    | +0:11                                                      |
| 4                                                          | Česko 1 (Martin Roudny, Vojtěch Sýkora, Daniel Vandas)          | 2:03:18                                                    | +3:28                                                      | 4                                                          | Finsko 1 (Inka Nurminen, Elisa Mattila, Ida Haapala)                | 1:55:29                                                    | +0:17                                                      |
| 5                                                          | Norsko 1 (Henrik Aas, Isak Jonsson, Jørgen Baklid)              | 2:03:23                                                    | +3:33                                                      | 5                                                          | Česko 1 (Jana Peterova, Michaela Dittrichova, Eliska Sieglova)      | 1:57:35                                                    | +2:23                                                      |
| 6                                                          | Německo 1 (Colin Kolbe, Erik Döhler, Ole Hennseler)             | 2:04:52                                                    | +5:02                                                      | 6                                                          | Norsko 1 (Janne Tjørhom Aasheim, Jenny Baklid, Emma Arnesen)        | 2:01:01                                                    | +5:49                                                      |
| 7                                                          | Maďarsko 1 (Mihály Ormay, Zoltán Bujdoso, Ferenc Jónás)         | 2:06:50                                                    | +7:00                                                      | 7                                                          | Velká Británie 1 (Fiona Bunn, Laura King, Cecilie Andersen)         | 2:02:28                                                    | +7:16                                                      |
| 8                                                          | Velká Británie 1 (Peter Molloy, Matthew Gooch, Alastair Thomas) | 2:12:32                                                    | +12:42                                                     | 8                                                          | Maďarsko 1 (Dominika Mero, Csilla Gárdonyi, Zsófia Sárközy)         | 2:02:38                                                    | +7:24                                                      |

## Česká reprezentace na AMS
Česko reprezentovalo 5 mužů a 5 žen.
| Přehled umístění českých reprezentantů | Přehled umístění českých reprezentantů | Přehled umístění českých reprezentantů | Přehled umístění českých reprezentantů | Přehled umístění českých reprezentantů | Přehled umístění českých reprezentantů | Přehled umístění českých reprezentantů |
| Kategorie                              | Jméno                                  | Sprint                                 | Klasika                                | Mix štafety                            | Krátká                                 | Štafety                                |
| -------------------------------------- | -------------------------------------- | -------------------------------------- | -------------------------------------- | -------------------------------------- | -------------------------------------- | -------------------------------------- |
| Ženy                                   | Tereza Čechová                         | 26. místo                              | X                                      | 7. místo                               | 35. místo                              | X                                      |
| Ženy                                   | Michaela Dittrichová                   | X                                      | 37. místo                              | X                                      | 21. místo                              | 5. místo                               |
| Ženy                                   | Jana Pekařová                          | 31. místo                              | 21. místo                              | X                                      | X                                      | X                                      |
| Ženy                                   | Jana Peterová                          | 16. místo                              | X                                      | 7. místo                               | 28. místo                              | 5. místo                               |
| Ženy                                   | Eliška Sieglová                        | 18. místo                              | 9. místo                               | X                                      | 11. místo                              | 5. místo                               |
| Muži                                   | Otakar Hirš                            | 32. místo                              | 26. místo                              | X                                      | 25. místo                              | X                                      |
| Muži                                   | Ondřej Metelka                         | X                                      | 34. místo                              | X                                      | 25. místo                              | X                                      |
| Muži                                   | Martin Roudný                          | 24. místo                              | 15. místo                              | 7. místo                               | X                                      | 4. místo                               |
| Muži                                   | Vojtěch Sýkora                         | 18. místo                              | X                                      | 7. místo                               | 9. místo                               | 4. místo                               |
| Muži                                   | Daniel Vandas                          | 29. místo                              | 4. místo                               | X                                      | 9. místo                               | 4. místo                               |